# Protoperigea anotha
Protoperigea anotha är en fjärilsart som beskrevs av Dyar 1904. Protoperigea anotha ingår i släktet Protoperigea och familjen nattflyn. Inga underarter finns listade i Catalogue of Life.